# Чжоучжуан
Чжоучжуан (кит.: 周庄; піньїнь: Zhōuzhuāng) — селище, що є частиною міста Куньшань. Широко славиться своєю романтичною атмосферою, чарівними видами і добре збереженими старовинними житловими будинками, елегантними мостами і багатою культурною спадщиною.

## Географія
Лежить на сході провінції Цзянсу у КНР, за 30 км на південний схід від центру Сучжоу. Стародавнє містечко стоїть на каналі Цзінхан, що з'єднує Сучжоу з Шанхаєм.

### Клімат
Містечко знаходиться у зоні, котра характеризується вологим субтропічним кліматом. Найтепліший місяць — липень із середньою температурою 28.3 °C (82.9 °F). Найхолодніший місяць — січень, із середньою температурою 3.8 °С (38.8 °F).
| Клімат Чжоучжуана       | Клімат Чжоучжуана | Клімат Чжоучжуана | Клімат Чжоучжуана | Клімат Чжоучжуана | Клімат Чжоучжуана | Клімат Чжоучжуана | Клімат Чжоучжуана | Клімат Чжоучжуана | Клімат Чжоучжуана | Клімат Чжоучжуана | Клімат Чжоучжуана | Клімат Чжоучжуана | Клімат Чжоучжуана |
| Показник                | Січ.              | Лют.              | Бер.              | Квіт.             | Трав.             | Черв.             | Лип.              | Серп.             | Вер.              | Жовт.             | Лист.             | Груд.             | Рік               |
| Середня температура, °C | 3,8               | 4,7               | 8,9               | 14,8              | 19,9              | 23,9              | 28,3              | 28,1              | 23,6              | 18,2              | 12,4              | 6,1               | 16,1              |
| Норма опадів, мм        | 43.7              | 62.9              | 85.1              | 101.8             | 117.2             | 164.3             | 139.7             | 132.1             | 146.9             | 61.6              | 51.2              | 37.5              | 1144              |
| Днів з опадами          | 11                | 12,4              | 14,1              | 14,9              | 15,1              | 14,6              | 11,9              | 11,4              | 13,2              | 11,9              | 11,3              | 10,7              | 152,5             |
| Вологість повітря, %    | 74.2              | 76                | 76.4              | 77.4              | 78                | 81.4              | 80.4              | 80.1              | 80.8              | 77.7              | 76.3              | 74                | 77.7              |
| ----------------------- | ----------------- | ----------------- | ----------------- | ----------------- | ----------------- | ----------------- | ----------------- | ----------------- | ----------------- | ----------------- | ----------------- | ----------------- | ----------------- |
| Джерело: Weatherbase    |                   |                   |                   |                   |                   |                   |                   |                   |                   |                   |                   |                   |                   |

## Історія
У період весен та осеней (770-476 рр. до н.е.) територія сучасного міста входила до складу феодального володіння Яочен і називалася Чженьфенлі. В епоху династії Північна Сун в 1086 році місцевий багатій і завзятий буддист Чжоу Дігун пожертвував 13 га землі монастирю Цюаньфу, і в знак подяки місцеві жителі перейменували містечко в Чжоучжуан ("селище Чжоу"). Пізніше в епоху Мін Чжоучжуан перетворився на процвітаюче місто, куди приїжджали жити представники інтелігенції, художники і сановники, що не шкодували грошей на зведення своїх розкішних вілл і витончених кам'яних мостів. Мінські і цінські споруди складають близько 60% споруд міста і зберігають свій первозданний вигляд. Тільки в історичному центрі на території 0,4 км² зосереджено близько 100 старовинних китайських дворів, понад 60 цегельних арок з майстерним різьбленням і 14 стародавніх мостів.

## Опис міста

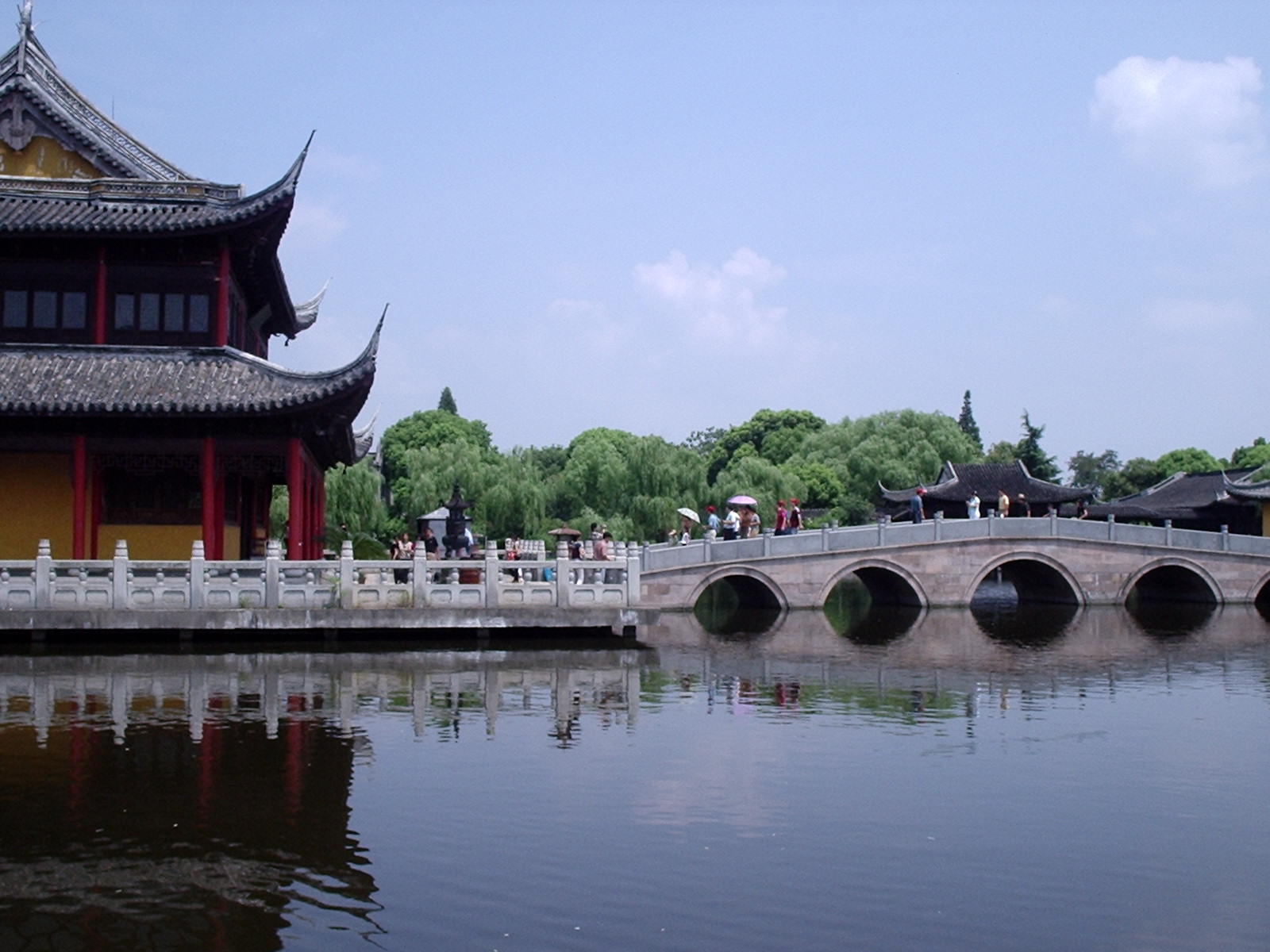
Монастир Ченсюй

Вулицями місту служать канали, на березі яких побудовані будинки з білими стінами і зігнутими черепичними дахами. Сторіччя тому по цих вулицях жителі переміщалися виключно на човнах. Зараз Чжоучжуан більше схожий на музей під небом, ніж на населений пункт, хоча багато китайців так і продовжують жити в своїх старовинних будинках, умови в яких потребують поліпшення. Кажуть, що найкращий час для відвідин міста - вечір, коли над каналами згущаються сутінки і червоні ліхтарики, підвішені до дахів будинків, відображаються у воді.

### Міст Шуанцяо (Shuangqiao, 双桥)
Один з найзнаменитіших мостів міста - Шуанцяо (Подвійний міст) - вважається символом Чжоучжуана. Міст був побудований в епоху Мін в період правління імператора Ванлі (1573 - 1619 рр.). Він складається з двох мостів - Шідецзяо і Юнаньцзяо, що утворюють букву «Г» і з'єднують дві річки - Іньцзи і Наньбей. Шідецзяо легко впізнати по круглій арці, в той час як під Юнаньцзяо арка прямокутна. Місцеві жителі кажуть, що за формою Подвійний міст нагадує старовинний китайський ключ. У 1984 році китайських художник Чень Іфей, що емігрував до США, виставив своє полотно «Спогад про батьківщину» із зображенням Подвійного мосту в одній з галерей Нью-Йорка. Пізніше картина була подарована Ден Сяопіну, а в 1985 році ООН вибрала полотно як ескіз для ювілейних марок. Ці події привернули до міста увагу китайських туристів і уряду, і тихий самобутній Чжоучжуан швидко перетворився на одне з найпопулярніших туристичних напрямків у Китаї.

### Міст Фуаньцяо (Fuanqiao, 伏 安桥)
Розташований в східному кінці вулиці Чжуншицзе, міст Фуаньцяо є однією з найстаріших споруд міста, що збереглися до наших днів у первозданному вигляді. Міст був побудований в 1355 році в період правління монгольської династії Юань. Назва мосту складається з китайських ієрогліфів «багатство» і «спокій». Особливістю Фуанцяо є те, що арочний міст з двох сторін доповнений вежами, в яких нині розташовані чайні кімнати, ресторанчики і магазини. Це вдале місце для того, щоб відпочити за чашкою чаю і помилуватися краєвидами міста.

### Резиденція сім'ї Шень (Shending)
Побудована в 1742 році, резиденція сім'ї Шень є прекрасним зразком мінської архітектури. Вілла стоїть на вулиці Наньшицзе (Nanshijie, 南市 街) на південний схід від моста Фуанцзяо. Розкішний будинок належав багатієві Шень Ваньсаню, першому мільйонерові Цзяннаня (території, що займає правий берег нижньої течії Янцзи). Комплекс займає більше 2000 м². Територія розділена на три зони, в цілому в них налічується 100 кімнат, 7 дворів і п'ять арок. Перша зона включає в себе причал, де пришвартовувалися човни, і спуск до річки, раніше слугував місцем, де прали білизну. У середній частині комплексу знаходиться чайна кімната, зал для прийому гостей і 6-метрові цегляні ворота, прикрашені різьбленням із зображенням відомих історичних сюжетів. Остання зона призначалася для житлових покоїв, тому там панує більш інтимна і комфортна атмосфера в порівнянні з центральною частиною резиденції.

### Резиденція сім'ї Чжан (Zhangding)
Розкішна резиденція сім'ї Чжан розташована на південь від Подвійного моста (Шуанцяо) на вулиці Бейши (Beishijie, 北市 街). Комплекс був побудований в 1436-1449 роках в період династії Мін багатою сім'єю Сюй, а на початку правління Цін цю резиденцію купила родина Чжан. Територія комплексу - 1800 м², всередині знаходиться 6 дворів і більше 70 кімнат. Головна і найбільш вражаюче споруда в Чжандін - зал Юйянь (зал Нефритової ластівки), під яким протікає річка Жуцзін.

### Монастир Ченсюй (Chengxu)
Даоський монастир Ченсюй, розташований напроти моста Пуцін на вулиці Чжунши (Zhongshijie), був побудований в 1086 - 1093 роках в період династії Сун. Монастир перебудовувався і розширювався кілька разів і сьогодні є найвідомішим даоським храмом в регіоні Учжун. Інтер'єри монастиря відрізняються простотою і елегантністю.